# Obrium obscuripenne takakuwai
Obrium obscuripenne takakuwai es una subespecie de escarabajo longicornio del género Obrium, categorizada en la tribu Obriini, de la subfamilia Cerambycinae. Fue descrita por Niisato en 2006.

## Descripción
Mide 3,9-6,3 mm de longitud.

## Distribución
Se distribuye por Japón.